# Championnat du Ghana de football 1992-1993
Navigation
Saison précédente Saison suivante
La saison 1992-1993 du Championnat du Ghana de football est la trente-quatrième édition de la première division au Ghana, la Premier League et la dernière saison de l'ère amateur. Elle regroupe, sous forme d'une poule unique, les douze meilleures équipes du pays qui se rencontrent deux fois, à domicile et à l'extérieur. En fin de saison, les deux derniers du classement sont relégués et remplacés par les deux meilleures formations de deuxième division.
C'est le club d'Asante Kotoko, double tenant du titre, qui remporte à nouveau le championnat cette saison après avoir terminé en tête du classement final, avec deux points d'avance sur Goldfields SC et huit sur l'un des deux clubs promus, Cape Coast Dwarfs. C'est le dix-huitième titre de champion du Ghana de l'histoire du club.
Pour une raison indéterminée, il n'y aura aucun club ghanéen engagé en Coupes d'Afrique la saison suivante.

## Les clubs participants
| - Hearts of Oak - Asante Kotoko - Goldfields SC - Great Olympics - Real Tamale United - Neoplan Star | - Ghapoha Readers - Promu de D2 - Afienya United - Cape Coast Dwarfs - Promu de D2 - Dawu Youngstars - Kumapim Star - Brong Ahafo United |

## Compétition
Le barème de points servant à établir les classements se décompose ainsi :
- Victoire : 2 points
- Match nul : 1 point
- Défaite : 0 point

### Classement
| Rang | Équipe             | Pts | J  | G  | N  | P  | Bp | Bc | Diff |
| ---- | ------------------ | --- | -- | -- | -- | -- | -- | -- | ---- |
| 1    | Asante KotokoT     | 32  | 22 | 12 | 8  | 2  | 22 | 7  | +15  |
| 2    | Goldfields SCC     | 30  | 22 | 12 | 6  | 4  | 28 | 15 | +13  |
| 3    | Cape Coast DwarfsP | 24  | 22 | 8  | 8  | 6  | 20 | 17 | +3   |
| 4    | Real Tamale United | 23  | 22 | 8  | 7  | 7  | 23 | 16 | +7   |
| 5    | Hearts of Oak SC   | 22  | 22 | 6  | 10 | 6  | 20 | 19 | +1   |
| 6    | Dawu Youngstars    | 22  | 22 | 7  | 7  | 8  | 20 | 19 | +1   |
| 7    | Neoplan Star       | 20  | 22 | 6  | 8  | 8  | 17 | 18 | -1   |
| 8    | Great Olympics     | 20  | 22 | 8  | 4  | 10 | 25 | 29 | -4   |
| 9    | Afienya United     | 20  | 22 | 7  | 6  | 9  | 15 | 21 | -6   |
| 10   | Ghapoha ReadersP   | 20  | 22 | 5  | 10 | 7  | 16 | 23 | -7   |
| 11   | Kumapim Star       | 19  | 22 | 7  | 5  | 10 | 23 | 31 | -8   |
| 12   | Brong Ahafo United | 13  | 22 | 3  | 7  | 12 | 13 | 28 | -15  |

|  | Champion du Ghana 1992-1993                                                           |
|  | Relégation directe en deuxième division                                               |
|  | T : Tenant du titre C : Vainqueur de la Coupe du Ghana P : Promu de deuxième division |

## Bilan de la saison
| Championnat du Ghana de football 1992-1993 |                           |
| Champion                                   | Asante Kotoko (18e titre) |
| Coupes et trophées                         |                           |
| Vainqueur de la Coupe du Ghana 1992-1993   | Goldfields SC             |
| Qualifications continentales               |                           |
| Coupe des clubs champions africains 1994   | Aucun                     |
| Coupe des Coupes 1994                      | Aucun                     |
| Coupe de la CAF 1994                       | Aucun                     |
| Coupe de l'UFOA 1994                       | Aucun                     |
| Promotions et relégations                  |                           |
| Promus en Premier League                   | Mighty Royals FC          |
| Promus en Premier League                   | Okwahu United             |
| Relégués en Second League                  | Kumapim Star              |
| Relégués en Second League                  | Brong Ahafo Stars         |